# Tersilochus terebrator
Tersilochus terebrator là một loài tò vò trong họ Ichneumonidae.